# River Eden (vattendrag i Skottland)
Eden är ett vattendrag i Fife i Skottland. Det är en Fifes två största vattendrag, tillsammans med Leven. Eden mynnar utanför Burnside, nära gränsen till Perth & Kinross och rinner nästan 50 km genom Fife via Cupar till Guardbridge där den mynnar i Nordsjön via ett estuarium.
Ån är populär bland sportfiskare och hyser bestånd av öring, havsöring och atlantlax.
Klimatet i området är tempererat. Årsmedeltemperaturen i trakten är 6 °C. Den varmaste månaden är augusti, då medeltemperaturen är 12 °C, och den kallaste är december, med 2 °C.